# Festival de ski d'Holmenkollen
Le Festival de ski d'Holmenkollen (en norvégien: Holmenkollen skifestival ou Holmenkollrennene) est un événement traditionnel du ski nordique qui se tient annuellement à Holmenkollen, à Oslo, en Norvège. Son nom officiel actuel est Holmenkollen FIS World Cup Nordic.

## Histoire
Les premières courses de ski à Oslo ont lieu dans les années 1860. En 1866, le champion Elling Andersen Bekken est invité et il remporte la course. Les premières courses ont lieu à Iversløkken puis à Sandvika et à partir de 1879 à Ullern (Husebyrennet).
Le Festival se déroule en mars et est organisé chaque année depuis 1892, excepté en 1898 et durant la Seconde Guerre mondiale (1941 à 1945). Cette compétition est organisée par l'Association norvégienne de promotion du ski (en) et a lieu à la Holmenkollen National Arena et aux tremplins de saut à ski Holmenkollbakken et Midtstubakken.
Holmenkollen a accueilli les Championnats du monde en 1930, 1966 et 1982 et les Jeux olympiques d'hiver de 1952 comptant également pour des Championnats du monde.
Holmenkollen a été le cadre des Championnats du monde de biathlon en 1986, 1990, 1999, 2000, 2002 et 2016.
En 2009, Holmenkollen est en rénovation et les épreuves sont déplacées à Trondheim pour le ski de fond et le biathlon ainsi qu'à Vikersund pour le saut à ski et le combiné nordique. En 2011, Holmenkollen a accuelli les Championnats du monde de ski nordique et il n'a pas eu de festival de ski d'Holmenkollen à part.
La médaille Holmenkollen est remise à divers athlètes du ski nordique selon leurs résultats durant ce festival et d'autres compétitions.

### Un exemple suivi
Lors de l'édition 1922, le finlandais Lauri Pihkala écrivit un article consacré au doublé finlandais réalisé par Anton Collin et Tapani Niku sur le 50 km. Il suggéra d'organiser une compétition similaire à Lahti, en Finlande, car cette ville disposait des infrastructures nécessaires. Cette idée donna lieu à la création des Jeux du ski de Lahti, organisés annuellement depuis 1923.

## Disciplines

### Combiné nordique

#### Résultats
| Date                       | Épreuve                      | Vainqueur                                                                  | Deuxième | Troisième                                                                 | Catégorie d'épreuve        |
| -------------------------- | ---------------------------- | -------------------------------------------------------------------------- | --- | ------------------------------------------------------------------------- | -------------------------- |
| 30 & 31 janvier 1892       | 15 km / saut                 | Svein Sollid                                                               | Karl Roll (no) | Andreas Pedersen                                                          | Course de Holmenkollen     |
| 29 & 30 janvier 1893       | 18 km / saut                 | Ingemann Sverre                                                            | Ole Antonsen | Jonas Holmen                                                              | Course de Holmenkollen     |
| 18 & 19 février 1894       | 20 km / saut                 | Hans Johansen                                                              | Jonas Holmen | Trygve Heyerdahl                                                          | Course de Holmenkollen     |
| 17 & 18 février 1895       | 15 km / saut                 | Viktor Thorn                                                               | Oluf Berg (no) | Robert Pehrson                                                            | Course de Holmenkollen     |
| 23 & 24 février 1896       | Épreuve annulée              | Épreuve annulée                                                            | Épreuve annulée | Épreuve annulée                                                           | Épreuve annulée            |
| 14 & 15 février 1897       | 18 km / saut                 | Morten Hansen                                                              | Asbjørn Nilssen | Aksel Refstad                                                             | Course de Holmenkollen     |
| 1898                       | Épreuve annulée              | Épreuve annulée                                                            | Épreuve annulée | Épreuve annulée                                                           | Épreuve annulée            |
| 12 & 27 février 1899       | 16 km / saut                 | Paul Braaten                                                               | Viktor Thorn | Robert Pehrson                                                            | Course de Holmenkollen     |
| 4 & 5 février 1900         | 16 km / saut                 | Aksel Refstad                                                              | Paul Braaten | Arnt Folkmann                                                             | Course de Holmenkollen     |
| 3 & 4 février 1901         | 17 km / saut                 | Olaf Tandberg                                                              | Paul Braaten | Aksel Refstad                                                             | Course de Holmenkollen     |
| 2 & 3 février 1902         | 17 km / saut                 | Olav Bjaaland                                                              | Paul Braaten | Sigurd Trønnes                                                            | Course de Holmenkollen     |
| 1er & 2 février 1903       | 17 km / saut                 | Karl Hovelsen                                                              | Harald Smith | Johs. Bentzen                                                             | Course de Holmenkollen     |
| 7 & 8 février 1904         | 17 km / saut                 | Per Bakken                                                                 | Harald Smith | Andreas Udbye                                                             | Course de Holmenkollen     |
| 12 & 13 février 1905       | 12 km / saut                 | Thorvald Hansen                                                            | Per Bakken | Georg Gulbrandsen (no)                                                    | Course de Holmenkollen     |
| 11 & 12 mars 1906          | 15 km / saut                 | Johannes Grini                                                             | Per Bakken | Thorvald Hansen                                                           | Course de Holmenkollen     |
| 3 & 4 mars 1907            | 15 km / saut                 | Øistein Midthus                                                            | Per Bakken | Per Simonsen                                                              | Course de Holmenkollen     |
| 23 & 24 février 1908       | 15 km / saut                 | Albert Larsen                                                              | Einar Kristiansen | Knut Holst                                                                | Course de Holmenkollen     |
| 28 février & 1er mars 1909 | 18 km / saut                 | Thorvald Hansen                                                            | Lars Neby (no) | Arne Hallén (no)                                                          | Course de Holmenkollen     |
| 20 & 21 février 1910       | 18 km / saut                 | Lauritz Bergendahl                                                         | Otto Tangen | Arne Hallén (no)                                                          | Course de Holmenkollen     |
| 5 & 6 mars 1911            | 18 km / saut                 | Johan Kristoffersen                                                        | Knut Holst | Otto Tangen                                                               | Course de Holmenkollen     |
| 3 & 4 mars 1912            | 16 km / saut                 | Lauritz Bergendahl                                                         | Johan Kristoffersen | Hans Ullevoldsæter (no)                                                   | Course de Holmenkollen     |
| 2 & 3 mars 1913            | 15 km / saut                 | Lauritz Bergendahl                                                         | Embret Mellesmo | Lars Høgvold                                                              | Course de Holmenkollen     |
| 1er & 2 mars 1914          | 15 km / saut                 | Lauritz Bergendahl                                                         | Sigurd Kristiansen | Johan Kristoffersen                                                       | Course de Holmenkollen     |
| 28 février & 1er mars 1915 | 15 km / saut                 | Lauritz Bergendahl                                                         | Sverre Østbye | Sigurd Kristiansen                                                        | Course de Holmenkollen     |
| 27 & 28 février 1916       | 15 km / saut                 | Gregorius Gravlid                                                          | Lars Høgvold | Thorleif Haug                                                             | Course de Holmenkollen     |
| 25 & 26 février 1917       | 17 km / saut                 | Otto Aasen                                                                 | Fritz Semb Thorstvedt (no)                                                                                                  | Georg Østerholt                                                           | Course de Holmenkollen     |
| 24 & 25 février 1918       | 17 km / saut                 | Otto Aasen                                                                 | Georg Østerholt | Johs. Gulbraa                                                             | Course de Holmenkollen     |
| 2 & 3 mars 1919            | 17 km / saut                 | Thorleif Haug                                                              | Otto Aasen | Johs. Gulbraa                                                             | Course de Holmenkollen     |
| 22 & 23 février 1920       | 17 km / saut                 | Thorleif Haug                                                              | Johan Grøttumsbråten | Einar Landvik                                                             | Course de Holmenkollen     |
| 20 & 21 février 1921       | 17 km / saut                 | Thorleif Haug                                                              | Thoralf Strømstad | Johan Grøttumsbråten                                                      | Course de Holmenkollen     |
| 26 & 27 février 1922       | 17 km / saut                 | Harald Økern                                                               | Johan Grøttumsbråten | Thoralf Strømstad                                                         | Course de Holmenkollen     |
| 25 & 26 février 1923       | 17 km / saut                 | Johan Grøttumsbråten                                                       | Thorleif Haug | Thoralf Strømstad                                                         | Course de Holmenkollen     |
| 24 & 25 février 1924       | 17 km / saut                 | Harald Økern                                                               | Johan Grøttumsbråten | Thorleif Haug                                                             | Course de Holmenkollen     |
| 1er & 2 mars 1925          | 17 km / saut                 | Asbjørn Elgstøen                                                           | Harald Økern | Einar Landvik                                                             | Course de Holmenkollen     |
| 27 & 28 février 1926       | 17 km / saut                 | Johan Grøttumsbråten                                                       | Hagbart Haakonsen | Thorleif Haug                                                             | Course de Holmenkollen     |
| 5 & 6 mars 1927            | 17 km / saut                 | Ole Kolterud                                                               | Hagbart Haakonsen | Johan Grøttumsbråten                                                      | Course de Holmenkollen     |
| 3 & 4 mars 1928            | 17 km / saut                 | Johan Grøttumsbråten                                                       | Ole Stenen | Paavo Nuotio                                                              | Course de Holmenkollen     |
| 2 & 3 mars 1929            | 17 km / saut                 | Johan Grøttumsbråten                                                       | Arne Rustadstuen | Christian Holmen (no)                                                     | Course de Holmenkollen     |
| 1er & 2 mars 1930          | 17 km / saut                 | Hans Vinjarengen                                                           | Leif Skagnæs | Knut Lunde Peder Belgum                                                   | Championnat du monde       |
| 28 février & 1er mars 1931 | 17 km / saut                 | Johan Grøttumsbråten                                                       | Ole Stenen | Hans Vinjarengen                                                          | Course de Holmenkollen     |
| 12 & 13 mars 1932          | 17 km / saut                 | Oddbjørn Hagen                                                             | Hans Vinjarengen | Johan Grøttumsbråten                                                      | Course de Holmenkollen     |
| 4 & 5 mars 1933            | 18 km / saut                 | Hans Vinjarengen                                                           | Olav Lian | Martin Peder Vangli                                                       | Course de Holmenkollen     |
| 3 & 4 mars 1934            | 18 km / saut                 | Oddbjørn Hagen                                                             | Hans Vinjarengen | Sverre Kolterud                                                           | Course de Holmenkollen     |
| 2 & 3 mars 1935            | 18 km / saut                 | Oddbjørn Hagen                                                             | Bernt Østerkløft (no) | Sverre Kolterud                                                           | Course de Holmenkollen     |
| 29 février & 1er mars 1936 | 18 km / saut                 | Olaf Hoffsbakken                                                           | Oddbjørn Hagen | Bernt Østerkløft (no)                                                     | Course de Holmenkollen     |
| 27 & 28 février 1937       | 18 km / saut                 | Sverre Brodahl                                                             | Olaf Hoffsbakken | Sigurd Røen                                                               | Course de Holmenkollen     |
| 5 & 6 mars 1938            | 18 km / saut                 | Emil Kvanlid                                                               | John Westbergh | Olav Lian                                                                 | Course de Holmenkollen     |
| 4 & 5 mars 1939            | 18 km / saut                 | Olaf Hoffsbakken                                                           | Torstein Skinnarland (no)                                                                                                   | Olav Odden                                                                | Course de Holmenkollen     |
| 2 & 3 mars 1940            | 18 km / saut                 | Emil Kvanlid                                                               | Torstein Skinnarland (no)                                                                                                   | John Westbergh                                                            | Course de Holmenkollen     |
| 1941-1945                  | Épreuves annulées            | Épreuves annulées                                                          | Épreuves annulées | Épreuves annulées                                                         | Épreuves annulées          |
| 2 & 3 mars 1946            | 18 km / saut                 | Olav Odden                                                                 | Asbjørn Støholen (no) | Olaf Dufseth                                                              | Course de Holmenkollen     |
| 1er & 2 mars 1947          | 18 km / saut                 | Sven Israelsson                                                            | Niklaus Stump | Olaf Dufseth                                                              | Course de Holmenkollen     |
| 6 & 7 mars 1948            | 18 km / saut                 | Simon Slåttvik                                                             | Ottar Gjermundshaug | Martti Huhtala                                                            | Course de Holmenkollen     |
| 5 & 6 mars 1949            | 18 km / saut                 | Per Sannerud                                                               | Heikki Hasu | Ottar Gjermundshaug                                                       | Course de Holmenkollen     |
| 4 & 5 mars 1950            | 18 km / saut                 | Simon Slåttvik                                                             | Heikki Hasu | Kjetil Mårdalen                                                           | Course de Holmenkollen     |
| 22 & 25 février 1951       | 18 km / saut                 | Simon Slåttvik                                                             | Per Gjelten | Kjetil Mårdalen                                                           | Course de Holmenkollen     |
| 17 & 18 février 1952       | Saut / 18 km                 | Simon Slåttvik                                                             | Heikki Hasu | Sverre Stenersen                                                          | Jeux olympiques            |
| 6 & 9 mars 1952            | 18 km / saut                 | Gunder Gundersen                                                           | Simon Slåttvik | Sverre Stenersen                                                          | Course de Holmenkollen     |
| 26 février & 1er mars 1953 | 18 km / saut                 | Heikki Hasu                                                                | Sverre Stenersen | Simon Slåttvik                                                            | Course de Holmenkollen     |
| 4 & 7 mars 1954            | Épreuve annulée              | Épreuve annulée                                                            | Épreuve annulée | Épreuve annulée                                                           | Épreuve annulée            |
| 4 & 6 mars 1955            | 15 km / saut                 | Sverre Stenersen                                                           | Eeti Nieminen | Per Olsen                                                                 | Course de Holmenkollen     |
| 24 & 26 février 1956       | 15 km / saut                 | Sverre Stenersen                                                           | Kristoffer Grøtli (no) | Paavo Korhonen                                                            | Course de Holmenkollen     |
| 1er & 3 mars 1957          | 15 km / saut                 | Paavo Korhonen                                                             | Esko Jussila | Pekka Ristola                                                             | Course de Holmenkollen     |
| 13 & 16 mars 1958          | 15 km / saut                 | Tormod Knutsen                                                             | Bengt Eriksson | Dmitri Kotchkine                                                          | Course de Holmenkollen     |
| 5 & 8 mars 1959            | 15 km / saut                 | Sverre Stenersen Gunder Gundersen                                          | | Tormod Knutsen                                                            | Course de Holmenkollen     |
| 17 & 19 mars 1960          | 15 km / saut                 | Gunder Gundersen                                                           | Arne Larsen | Tormod Knutsen                                                            | Course de Holmenkollen     |
| 10 & 12 mars 1961          | 15 km / saut                 | Nikolay Gusakov                                                            | Ole Henrik Fagerås | Tormod Knutsen                                                            | Course de Holmenkollen     |
| 15 & 17 mars 1962          | 15 km / saut                 | Ole Henrik Fagerås                                                         | Tormod Knutsen | Lars Dahlqvist                                                            | Course de Holmenkollen     |
| 14 & 16 mars 1963          | Saut / 15 km                 | Georg Thoma                                                                | Tormod Knutsen | Erkki Luiro                                                               | Course de Holmenkollen     |
| 12 & 14 mars 1964          | Saut / 15 km                 | Georg Thoma                                                                | Erwin Fiedor | Arne Larsen                                                               | Course de Holmenkollen     |
| 11 & 13 mars 1965          | Saut / 15 km                 | Georg Thoma                                                                | Mikkel Dobloug | Arne Larsen                                                               | Course de Holmenkollen     |
| 20 & 21 février 1966       | Saut / 15 km                 | Georg Thoma                                                                | Franz Keller | Alois Kälin                                                               | Championnat du monde       |
| 4 & 5 mars 1967            | 15 km / saut                 | Franz Keller                                                               | Ralph Pöhland | Markus Svendsen                                                           | Course de Holmenkollen     |
| 14 & 16 mars 1968          | 15 km / saut                 | John Bower                                                                 | Gjert Andersen | Vjatscheslav Drjagin                                                      | Course de Holmenkollen     |
| 13 & 15 mars 1969          | 15 km / saut                 | Rauno Miettinen                                                            | Franz Keller | Ralph Pöhland                                                             | Course de Holmenkollen     |
| 14 & 15 mars 1970          | Saut / 15 km                 | Karl-Heinz Luck                                                            | Markus Svendsen | Ladislav Rygl (père)                                                      | Course de Holmenkollen     |
| 13 & 14 mars 1971          | Saut / 15 km                 | Rauno Miettinen                                                            | Yuji Katsuro | Karl-Heinz Luck                                                           | Course de Holmenkollen     |
| 10 & 11 mars 1972          | Saut / 15 km                 | Rauno Miettinen                                                            | Günther Deckert | Gjert Andersen                                                            | Course de Holmenkollen     |
| 16 & 17 mars 1973          | Saut / 15 km                 | Rauno Miettinen                                                            | Stein Erik Gullikstad | Franz Keller                                                              | Course de Holmenkollen     |
| 8 & 9 mars 1974            | Saut / 15 km                 | Tom Sandberg                                                               | Odd Arne Engh | Arne Bystøl                                                               | Course de Holmenkollen     |
| 8 & 9 mars 1975            | 15 km / saut                 | Ulrich Wehling                                                             | Rauno Miettinen | Stanisław Kawulok                                                         | Course de Holmenkollen     |
| 12 & 13 mars 1976          | Saut / 15 km                 | Ulrich Wehling                                                             | Erkki Kilpinen | Tom Sandberg                                                              | Course de Holmenkollen     |
| 11 & 12 mars 1977          | Saut / 15 km                 | Ulrich Wehling                                                             | Rauno Miettinen | Fjodor Koltschin                                                          | Course de Holmenkollen     |
| 10 & 11 mars 1978          | Saut / 15 km                 | Rauno Miettinen                                                            | Jouko Karjalainen | Tom Sandberg                                                              | Course de Holmenkollen     |
| 9 & 10 mars 1979           | Saut / 15 km                 | Karl Lustenberger                                                          | Rauno Miettinen | Jouko Karjalainen                                                         | Course de Holmenkollen     |
| 14 & 15 mars 1980          | Saut / 15 km                 | Uwe Dotzauer                                                               | Andreas Langer | Jorma Etelälahti                                                          | Course de Holmenkollen     |
| 11 & 12 mars 1981          | Saut / 15 km                 | Jouko Karjalainen                                                          | Konrad Winkler | Günther Schmieder                                                         | Course de Holmenkollen     |
| 19 & 20 mars 1982          | Saut / 15 km                 | Tom Sandberg                                                               | Konrad Winkler | Uwe Dotzauer                                                              | Championnats du monde      |
| 23 & 24 février 1982       | Par équipes / 3 x 10 km      | Allemagne de l'Est- Uwe Dotzauer - Günther Schmieder - Konrad Winkler      | Finlande- Jouko Karjalainen - Rauno Miettinen - Jorma Etelälahti Norvège- Hallstein Bøgseth - Espen Andersen - Tom Sandberg |                                                                           | Championnats du monde      |
| 10 & 11 mars 1983          | Saut / 15 km                 | Kerry Lynch                                                                | Tom Sandberg | Hallstein Bøgseth                                                         | Course de Holmenkollen     |
| 8 & 9 mars 1984            | Gundersen 15 km              | Espen Andersen                                                             | Tom Sandberg | Geir Andersen                                                             | Épreuve de coupe du monde  |
| 16 & 17 mars 1985          | Gundersen 15 km              | Hermann Weinbuch                                                           | Geir Andersen | Heiko Hunger                                                              | Épreuve de coupe du monde  |
| 14 & 15 mars 1986          | Gundersen 15 km              | Hallstein Bøgseth                                                          | Hermann Weinbuch | Klaus Sulzenbacher                                                        | Épreuve de coupe du monde  |
| 19 & 20 mars 1987          | Gundersen 15 km              | Hermann Weinbuch                                                           | Trond Arne Bredesen | Torbjørn Løkken                                                           | Épreuve de coupe du monde  |
| 18 & 19 mars 1988          | Gundersen 15 km              | Torbjørn Løkken                                                            | Klaus Sulzenbacher | Uwe Prenzel                                                               | Épreuve de coupe du monde  |
| 3 & 4 mars 1989            | Gundersen 15 km              | Trond Einar Elden                                                          | Trond Arne Bredesen | Knut Tore Apeland                                                         | Épreuve de coupe du monde  |
| 16 & 17 mars 1990          | Gundersen 15 km              | Andrej Dundukov                                                            | Thomas Abratis | Trond Einar Elden                                                         | Épreuve de coupe du monde  |
| 15 & 16 mars 1991          | Gundersen 15 km              | Trond Einar Elden                                                          | Fred Børre Lundberg | Frode Moen                                                                | Épreuve de coupe du monde  |
| 13 mars 1992               | Gundersen 15 km              | Fabrice Guy                                                                | Fred Børre Lundberg | Sylvain Guillaume                                                         | Épreuve de coupe du monde  |
| 12 mars 1993               | Gundersen 15 km              | Takanori Kono                                                              | Kenji Ogiwara | Junichi Kogawa                                                            | Épreuve de coupe du monde  |
| 15 janvier 1994            | Gundersen 15 km              | Mario Stecher                                                              | Fred Børre Lundberg | Takanori Kono                                                             | Épreuve de coupe du monde  |
| 9 février 1995             | Gundersen 15 km              | 'Kenji Ogiwara                                                             | Tsugiharu Ogiwara | Bjarte Engen Vik                                                          | Épreuve de coupe du monde  |
| 16 mars 1996               | Gundersen 15 km              | Bjarte Engen Vik                                                           | Knut Tore Apeland | Halldor Skard jr.                                                         | Épreuve de coupe du monde  |
| 14 mars 1997               | Sprint / 7,5 km              | Bjarte Engen Vik                                                           | Hannu Manninen | Trond Einar Elden                                                         | Épreuves de coupe du monde |
| 15 mars 1997               | Gundersen 15 km              | Bjarte Engen Vik                                                           | Samppa Lajunen | Andy Hartmann                                                             | Épreuves de coupe du monde |
| 13 mars 1998               | Sprint                       | Todd Lodwick                                                               | Sylvain Guillaume | Mario Stecher                                                             | Épreuves de coupe du monde |
| 14 mars 1998               | Gundersen                    | Bjarte Engen Vik                                                           | Mario Stecher | Kristian Hammer                                                           | Épreuves de coupe du monde |
| 12 mars 1999               | Gundersen                    | Bjarte Engen Vik                                                           | Hannu Manninen | Kenji Ogiwara                                                             | Épreuve de coupe du monde  |
| 10 mars 2000               | Gundersen 15 km              | Bjarte Engen Vik                                                           | Samppa Lajunen | Jaakko Tallus                                                             | Épreuves de coupe du monde |
| 11 mars 2000               | Sprint                       | Bjarte Engen Vik                                                           | Kenneth Braaten | Kristian Hammer                                                           | Épreuves de coupe du monde |
| 9 mars 2001                | Gundersen K115 / 15 km       | Felix Gottwald                                                             | Bjarte Engen Vik | Marko Baacke                                                              | Épreuves de coupe du monde |
| 10 mars 2001               | Gundersen K115 / 7,5 km      | Felix Gottwald                                                             | Hannu Manninen | Kristian Hammer                                                           | Épreuves de coupe du monde |
| 15 mars 2002               | Gundersen K115 / 15 km       | Ronny Ackermann                                                            | Jaakko Tallus | Samppa Lajunen                                                            | Épreuves de coupe du monde |
| 16 mars 2002               | Sprint K115 / 7,5 km         | Hannu Manninen                                                             | Samppa Lajunen | Ronny Ackermann                                                           | Épreuves de coupe du monde |
| 8 mars 2003                | Sprint K115 / 7,5 km         | Felix Gottwald                                                             | Ronny Ackermann | Ola Morten Græsli Björn Kircheisen                                        | Épreuves de coupe du monde |
| 9 mars 2003                | Sprint K115 / 7,5 km         | Ronny Ackermann                                                            | Felix Gottwald | Ola Morten Græsli                                                         | Épreuves de coupe du monde |
| 28 février 2004            | Sprint K115 / 7,5 km         | Hannu Manninen                                                             | Samppa Lajunen | Ronny Ackermann                                                           | Épreuves de coupe du monde |
| 29 février 2004            | Gundersen K115 / 15 km       | Ronny Ackermann                                                            | Samppa Lajunen | Mario Stecher                                                             | Épreuves de coupe du monde |
| 12 mars 2005               | Gundersen HS128 / 15 km      | Magnus Moan                                                                | Hannu Manninen | Ronny Ackermann                                                           | Épreuves de coupe du monde |
| 13 mars 2005               | Sprint HS128 / 7,5 km        | Hannu Manninen                                                             | Magnus Moan | Ronny Ackermann                                                           | Épreuves de coupe du monde |
| 11 mars 2006               | Gundersen HS128 / 15 km      | Petter Tande                                                               | Jason Lamy-Chappuis | Anssi Koivuranta                                                          | Épreuves de coupe du monde |
| 12 mars 2006               | Sprint HS128 / 7,5 km        | Björn Kircheisen                                                           | Magnus Moan | Anssi Koivuranta                                                          | Épreuves de coupe du monde |
| 17 mars 2007               | Gundersen HS128 / 15 km      | Épreuve annulée                                                            | Épreuve annulée | Épreuve annulée                                                           | Épreuves de coupe du monde |
| 18 mars 2007               | Sprint HS128 / 7,5 km        | Jason Lamy-Chappuis                                                        | Felix Gottwald | Bill Demong                                                               | Épreuves de coupe du monde |
| 8 mars 2008                | Gundersen HS128 / 15 km      | Bernhard Gruber                                                            | Christoph Bieler | Ronny Ackermann                                                           | Épreuve de coupe du monde  |
| 9 mars 2008                | Sprint HS128 / 7,5 km        | Petter Tande                                                               | Mario Stecher | Bernhard Gruber                                                           | Épreuve de coupe du monde  |
| 2009                       |                              | Épreuves déplacées à Vikersund                                             | Épreuves déplacées à Vikersund                                                                                              | Épreuves déplacées à Vikersund                                            | Épreuves de coupe du monde |
| 13 mars 2010               | Par équipes HS134 / 4 x 5 km | Norvège- Petter Tande - Mikko Kokslien - Jan Schmid - Magnus Moan          | Autriche- Bernhard Gruber - David Kreiner - Felix Gottwald - Mario Stecher                                                  | Allemagne- Johannes Rydzek - Georg Hettich - Eric Frenzel - Tino Edelmann | Épreuves de coupe du monde |
| 14 mars 2010               | Gundersen HS134 / 10 km      | Jason Lamy-Chappuis                                                        | Felix Gottwald | Magnus Moan                                                               | Épreuves de coupe du monde |
| 26 février 2011            | Gundersen HS106 / 10 km      | Eric Frenzel                                                               | Tino Edelmann | Felix Gottwald                                                            | Championnats du monde      |
| 28 février 2011            | Par équipes HS106 / 4 x 5 km | Autriche- David Kreiner - Bernhard Gruber - Felix Gottwald - Mario Stecher | Allemagne- Johannes Rydzek - Eric Frenzel - Björn Kircheisen - Tino Edelmann                                                | Norvège- Mikko Kokslien - Håvard Klemetsen - Jan Schmid - Magnus Moan     | Championnats du monde      |
| 2 mars 2011                | Gundersen HS134 / 10 km      | Jason Lamy-Chappuis                                                        | Johannes Rydzek | Eric Frenzel                                                              | Championnats du monde      |
| 4 mars 2011                | Par équipes HS134 / 10 km    | Autriche- Bernhard Gruber - David Kreiner - Felix Gottwald - Mario Stecher | Allemagne- Johannes Rydzek - Björn Kircheisen - Eric Frenzel - Tino Edelmann                                                | Norvège- Mikko Kokslien - Håvard Klemetsen - Jan Schmid - Magnus Moan     | Championnats du monde      |
| 9 mars 2012                | Gundersen HS106 / 10 km      | Akito Watabe                                                               | Mikko Kokslien | Bernhard Gruber                                                           | Épreuves de coupe du monde |
| 10 mars 2012               | Gundersen HS134 / 10 km      | Bryan Fletcher                                                             | Mikko Kokslien | Taihei Katō                                                               | Épreuves de coupe du monde |
| 15 mars 2013               | Gundersen HS134 / 10 km      | Eric Frenzel                                                               | Akito Watabe | Yoshito Watabe                                                            | Épreuves de coupe du monde |
| 16 mars 2013               | Gundersen HS134 / 10 km      | Jason Lamy-Chappuis                                                        | Eric Frenzel | Wilhelm Denifl                                                            | Épreuves de coupe du monde |
| 8 mars 2014                | Gundersen – HS134 / 10 km    | Johannes Rydzek                                                            | Magnus Moan | François Braud                                                            | Épreuve de coupe du monde  |